# Plaisia
Plaisia est une commune française située dans le département du Jura, dans la région culturelle et historique de Franche-Comté et la région administrative Bourgogne-Franche-Comté.

## Géographie
Plaisia se trouve à 20 km de Lons-le-Saunier, préfecture du Jura.
Ce petit village est situé à flanc de colline. Implanté à 3 ou 4 km du lac de Vouglans, cela en fait un lieu de passage (scouts, promeneurs, cyclistes…) lors des beaux jours. Un gîte reconnu est situé dans le hameau de Merlu. Le village est environné de parcelles de champs libres et des bois et la circulation automobile y est faible.

### Climat
Pour des articles plus généraux, voir Climat de la Bourgogne-Franche-Comté et Climat du département du Jura.
En 2010, le climat de la commune est de type climat de montagne, selon une étude du Centre national de la recherche scientifique s'appuyant sur une série de données couvrant la période 1971-2000. En 2020, Météo-France publie une typologie des climats de la France métropolitaine dans laquelle la commune est exposée à un climat semi-continental et est dans la région climatique  Jura, caractérisée par une forte pluviométrie en toutes saisons (1 000 à 1 500 mm/an), des hivers rigoureux et un ensoleillement médiocre. 
Pour la période 1971-2000, la température annuelle moyenne est de 9,1 °C, avec une amplitude thermique annuelle de 16,6 °C. Le cumul annuel moyen de précipitations est de 1 647 mm, avec 13,8 jours de précipitations en janvier et 10 jours en juillet. Pour la période 1991-2020, la température moyenne annuelle observée sur la station météorologique de Météo-France la plus proche, « Orgelet », sur la commune d'Orgelet à 2 km à vol d'oiseau, est de 11,0 °C et le cumul annuel moyen de précipitations est de 1 411,6 mm. 
La température maximale relevée sur cette station est de 40 °C, atteinte le 31 juillet 2020 ; la température minimale est de −18 °C, atteinte le 5 février 2012,,. 
Les paramètres climatiques de la commune ont été estimés pour le milieu du siècle (2041-2070) selon différents scénarios d'émission de gaz à effet de serre à partir des nouvelles projections climatiques de référence DRIAS-2020. Ils sont consultables sur un site dédié publié par Météo-France en novembre 2022.

## Urbanisme

### Typologie
Au 1er janvier 2024, Plaisia est catégorisée commune rurale à habitat très dispersé, selon la nouvelle grille communale de densité à sept niveaux définie par l'Insee en 2022.
Elle est située hors unité urbaine. Par ailleurs la commune fait partie de l'aire d'attraction de Lons-le-Saunier, dont elle est une commune de la couronne,. Cette aire, qui regroupe 139 communes, est catégorisée dans les aires de 50 000 à moins de 200 000 habitants,.

### Occupation des sols
L'occupation des sols de la commune, telle qu'elle ressort de la base de données européenne d’occupation biophysique des sols Corine Land Cover (CLC), est marquée par l'importance des territoires agricoles (54,4 % en 2018), une proportion identique à celle de 1990 (54,4 %). La répartition détaillée en 2018 est la suivante : 
forêts (45,6 %), prairies (21,1 %), zones agricoles hétérogènes (16,9 %), terres arables (16,4 %). L'évolution de l’occupation des sols de la commune et de ses infrastructures peut être observée sur les différentes représentations cartographiques du territoire : la carte de Cassini (XVIIIe siècle), la carte d'état-major (1820-1866) et les cartes ou photos aériennes de l'IGN pour la période actuelle (1950 à aujourd'hui).

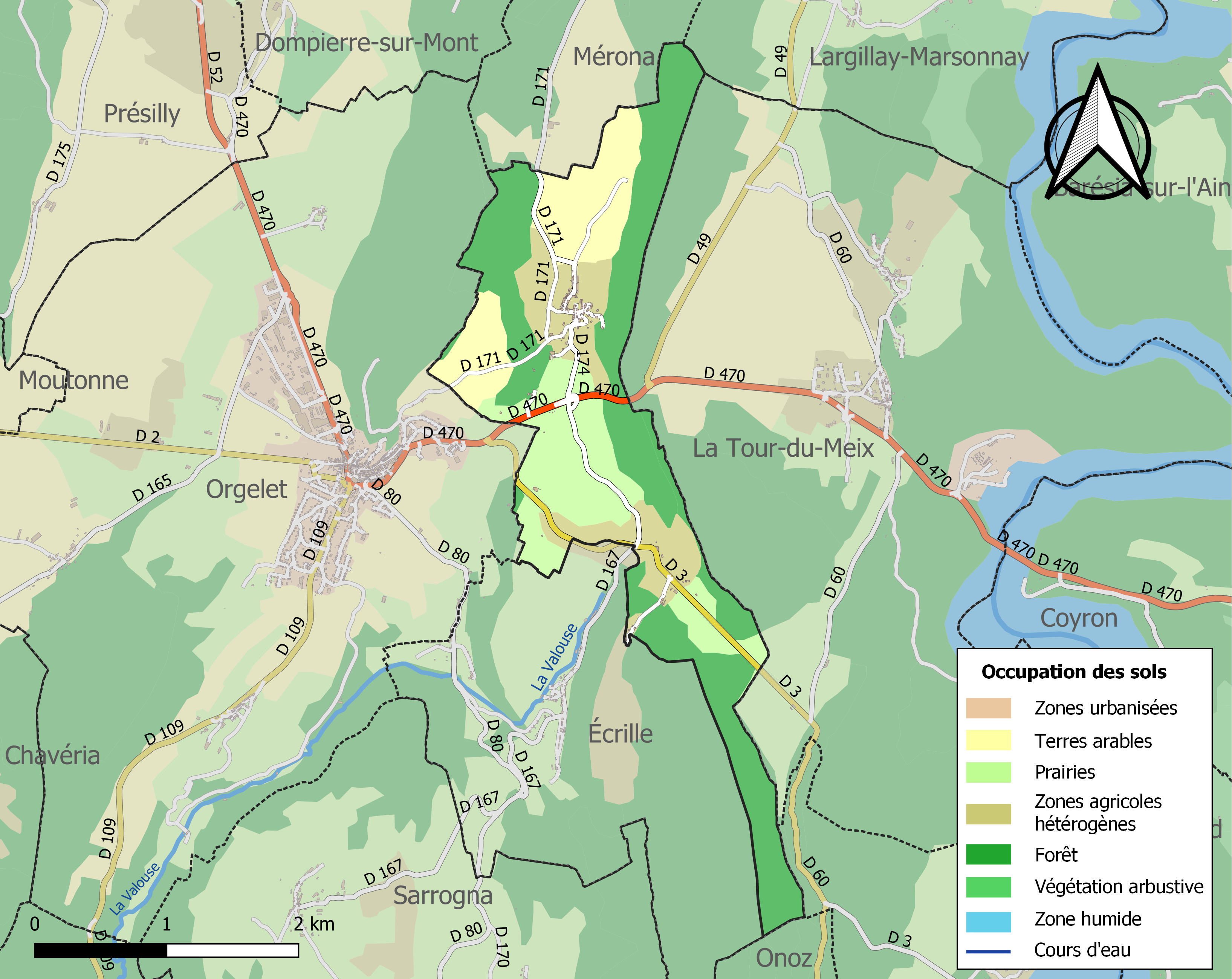
Carte des infrastructures et de l'occupation des sols de la commune en 2018 (CLC).

## Politique et administration
| Période    | Période   | Identité               | Étiquette | Qualité |
| ---------- | --------- | ---------------------- | --------- | ------- |
| avant 1981 | ?         | Alphonse Meynet        |           |         |
| mars 2001  | mars 2006 | Bernadette Menouillard |           |         |
| mars 2006  | mars 2008 | Hubert Pernot          |           |         |
| mars 2008  | mars 2014 | Gisèle Sigonney        |           |         |
| mars 2014  | En cours  | Jean-Marc Boilletot    |           | Cadre   |

## Démographie
L'évolution du nombre d'habitants est connue à travers les recensements de la population effectués dans la commune depuis 1793. Pour les communes de moins de 10 000 habitants, une enquête de recensement portant sur toute la population est réalisée tous les cinq ans, les populations de référence des années intermédiaires étant quant à elles estimées par interpolation ou extrapolation. Pour la commune, le premier recensement exhaustif entrant dans le cadre du nouveau dispositif a été réalisé en 2007.

En 2022, la commune comptait 99 habitants, en évolution de −10,81 % par rapport à 2016 (Jura : −0,81 %, France hors Mayotte : +2,11 %).
| 1793 | 1800 | 1806 | 1821 | 1831 | 1836 | 1841 | 1846 | 1851 |
| ---- | ---- | ---- | ---- | ---- | ---- | ---- | ---- | ---- |
| 138  | 272  | 291  | 289  | 443  | 448  | 268  | 264  | 235  |

| 1856 | 1861 | 1866 | 1872 | 1876 | 1881 | 1886 | 1891 | 1896 |
| ---- | ---- | ---- | ---- | ---- | ---- | ---- | ---- | ---- |
| 227  | 228  | 192  | 180  | 162  | 158  | 200  | 188  | 184  |

| 1901 | 1906 | 1911 | 1921 | 1926 | 1931 | 1936 | 1946 | 1954 |
| ---- | ---- | ---- | ---- | ---- | ---- | ---- | ---- | ---- |
| 166  | 140  | 118  | 89   | 124  | 107  | 106  | 105  | 107  |

| 1962 | 1968 | 1975 | 1982 | 1990 | 1999 | 2006 | 2007 | 2012 |
| ---- | ---- | ---- | ---- | ---- | ---- | ---- | ---- | ---- |
| 95   | 94   | 90   | 100  | 97   | 115  | 112  | 112  | 119  |

| 2017 | 2022 | - | - | - | - | - | - | - |
| ---- | ---- | - | - | - | - | - | - | - |
| 107  | 99   | - | - | - | - | - | - | - |

La pyramide des âges en 1999 indiquait la présence de 45 habitants de moins de 29 ans, ce qui représente 39 % de la population. Plus de 23 % avaient moins de 14 ans. En 2008, la part de la jeunesse est toujours aussi importante, ce qui assure un dynamisme au village. Les jeunes ont même créé leur propre association locale, espérant bénéficier un jour d'un vrai statut et dynamiser ainsi la commune.

## Lieux et monuments

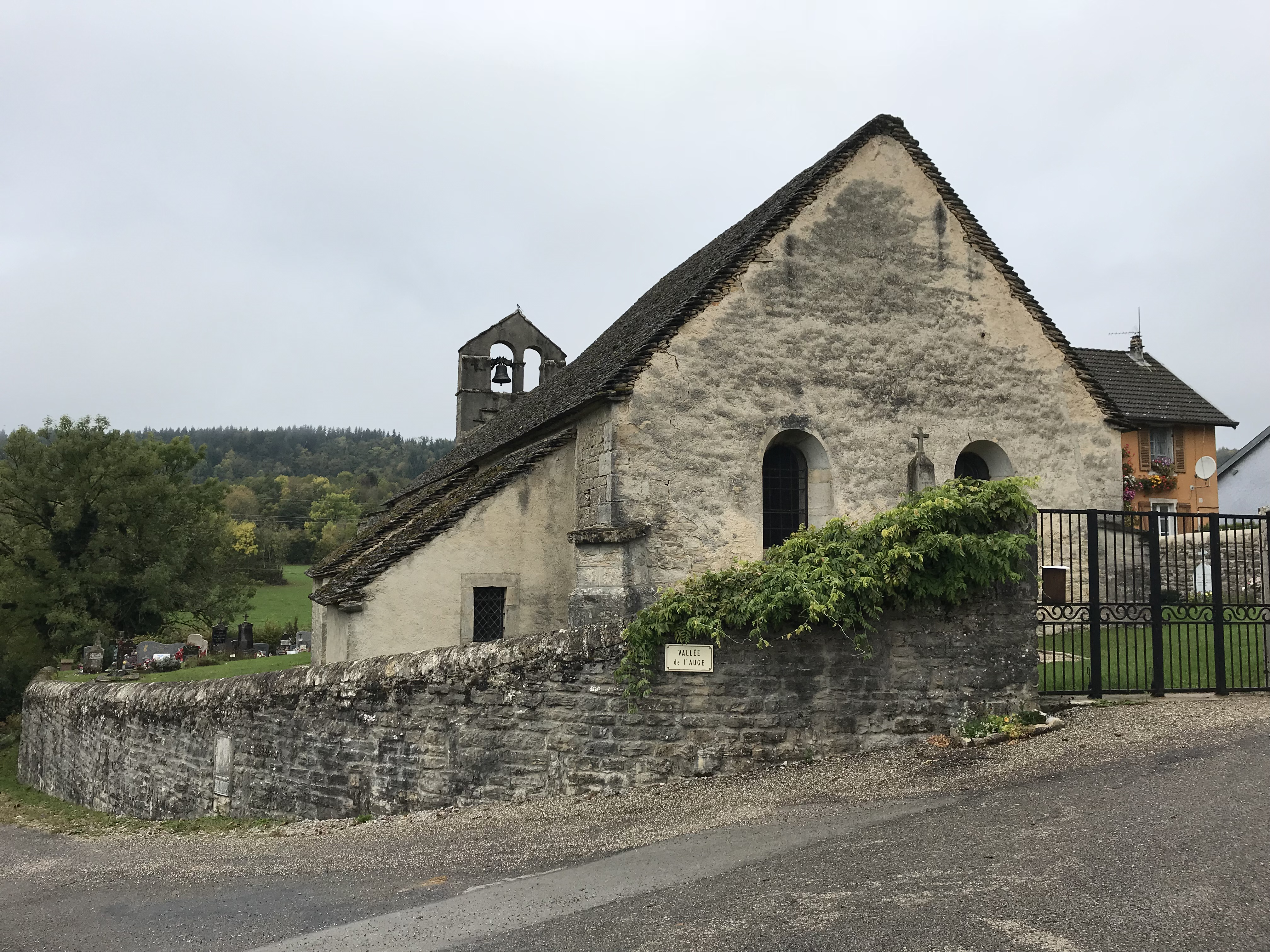
L'église de Plaisia.

L'église Saint-Étienne de Plaisia du XVIe siècle est inscrite monument historique depuis 1982.
Une cloche en bronze de l'église, datant de 1728, est également classée monument historique à part entière depuis 1943.

## Activités
- Tournage sur bois, fabrication de meubles
- Moto-club des Geais de Plaisia